# Самоорганизованная критичность
Самоорганизованная критичность (СОК) — свойство  динамических систем, которые имеют точки бифуркации. Поведение в окрестности точки характеризуется тем, что при малом возмущении система может пройти точку бифуркации, тем самым полностью изменив свою модель поведения. Классическими примерами самоорганизованной критичности является фазовый переход или модель песчаной кучи.